# GP van Hasselt
Der Grote Prijs van Hasselt ist ein ehemaliges belgisches Cyclocrossrennen. Der Wettbewerb wurde von 2005 bis 2018 in Hasselt ausgetragen.

## Geschichte
Schauplatz des Rennens war der Kapermolenpark an der Demer am Rande der Innenstadt, der Termin war in der zweiten Novemberhälfte oder Anfang Dezember. Von 2006 bis 2014 zählte die Veranstaltung zur GvA Trofee bzw. deren Nachfolger, der Bpost bank Trofee. Danach zählte es zu den Soudal Classics. Ein Rennen für Frauen gab es ab 2013. Das Ende des Rennens kam 2019, als eine Durchführung infolge von Neubauten und anderen Renovierungsarbeiten im Park nicht mehr möglich war; die Organisatoren fanden mit dem Be-Mine Cross eine Alternative in Beringen.
Rekordsieger bei den Männern ist Sven Nys mit fünf Erfolgen, bei den Frauen Sanne Cant mit vier.

## Siegerliste

### Männer
- 2005:  Sven Nys
- 2006:  Gerben de Knegt
- 2007:  Sven Nys
- 2008:  Bart Wellens
- 2009:  Zdeněk Štybar
- 2010:  Kevin Pauwels
- 2011:  Kevin Pauwels
- 2012:  Sven Nys
- 2013:  Sven Nys
- 2014:  Kevin Pauwels
- 2015:  Sven Nys
- 2016:  Laurens Sweeck
- 2017:  Corné van Kessel
- 2018:  Kevin Pauwels

### Frauen
- 2013:  Sanne Cant
- 2014:  Sanne Cant
- 2015:  Sanne Cant
- 2016:  Sanne Cant
- 2017:  Loes Sels
- 2018:  Ellen Van Loy